# 伊戈爾·曼古舍夫
伊戈爾·列昂尼多維奇·曼古舍夫（羅馬化：Igor Leonidovich Mangushev；1986年8月16日—2023年2月8日），也以他的呼號「海岸」（Берег）而為人所知。其是一名俄羅斯民兵戰士、僱傭兵領導人和政治顧問。
曼古舍夫於1986年8月16日出生在俄羅斯莫斯科，長大後成為一名俄羅斯民族主義者，他於2009年創立了軍事民族主義組織「光明羅斯」（Светлая Русь），此後創立了私營軍事公司「ENOT公司」（РОО Е.Н.О.Т.），全稱「聯合人民共同夥伴關係」（Единые народные общинные товарищества）。
在2022年俄羅斯入侵烏克蘭期間，曼古舍夫擔任頓涅茨克人民軍的反無人機作戰排指揮官。曼古舍夫於2022年的一場表演中，他拿著一個宣稱是在亞速鋼鐵廠戰役期間陣亡的烏克蘭士兵之頭骨，並概述了他參加俄烏戰爭的理由；曼古舍夫試圖摧毀烏克蘭的民族認同並終止烏克蘭作為主權國家的存在。據他的遺孀說，他夢想見到基輔被毀滅。
除了他的軍事活動外，他還擔任過各種克里姆林宮機構的政治特工和俄羅斯網絡水軍的網路白目。
2023年2月4日，當時正位於盧甘斯克州的曼古舍夫頭部後方中彈。2023年2月8日，他在醫院時因傷重不治身亡。他的遺孀呼籲對他的死因進行調查，並指曼古舍夫實際上是遭暗殺身亡，並指控在他死前幾天没有得到適當的醫療照顧。

## 生平
伊戈爾·曼古舍夫於1986年8月16日出生於俄羅斯莫斯科。
曼古舍夫是一名新納粹主義者和一名俄羅斯民族主義者，他於2009年底創立了軍事民族主義組織「光明羅斯」。該組織的成員是最初來自於與俄羅斯正教會結盟的民粹主義「人民大教堂」（Народный Собор）運動，以及各種俄羅斯愛國運動成員。曼古舍夫在領導「光明羅斯」時與警方協調，對居住在俄羅斯無證住宅內的非法移民進行了突擊搜查；該小組中的幾名成員曾是執法官員，或者以其他方式與俄羅斯聯邦移民局有聯繫（p. 132）。在移民住所被突襲之後，曼古舍夫會聯繫當地的俄羅斯警察，他們會記錄非法移民資料，對他們進行指紋採集，通常會釋放他們。他的團體是俄羅斯第一批進行此類行動的公私營合作企業，此舉是在2011年俄羅斯飛行員在塔吉克被逮捕事件後進行的。
到2012年，曼古舍夫與俄羅斯軍事化愛國團體的聯繫得到加強，他創立並掌管了ENOT公司。它的成立是為了協調俄羅斯新興的軍事化愛國運動。那一年，該組織在一次右翼民兵集會上為450多人提供了軍事訓練，在為期三天的活動中賺取了1,500,000 ₽。
根據匿名者洩露的文件，曼古舍夫在2013年成為俄羅斯網絡水軍的僱員。《生意人報》在2015年報導指，曼古舍夫在2014年俄烏戰爭爆發之前曾為多個俄羅斯政府機構撰寫戰略分析報告。他曾公開談論自己為網絡水軍的工作，稱是他工作的一部分，他曾在網上寫過贊成和反對2013年阿列克謝·納瓦爾尼市長競選活動的信息。2019年，曼古舍夫稱移居俄羅斯的烏克蘭人為「次等人類」。他是Telegram頻道《冒險家手記》（Записки авантюриста）創始人 ，擁有超過32000名訂閱者。
曼古舍夫懂阿拉伯語，有一段時間他在摩洛哥、埃及、中非共和國、蘇丹和敘利亞工作，在黎巴嫩生活了幾年。2022年4月，他離開黎巴嫩參與俄羅斯入侵烏克蘭的戰爭。

## 事蹟
曼古舍夫曾在盧甘斯克人民軍擔任上尉，並擔任僱傭兵。通過ENOT公司，他於2014年至2017年參與俄烏戰爭，擔任一名戰士，儘管ENOT公司當時聲稱它只是向居住在頓巴斯的人提供人道主義援助（pp. 131–132）。曼古舍夫積極支持在戰爭中組建和使用私人軍事公司，將其視為是一種將人民軍與更有結構的組織統一起來，該組織可以提供民兵軍事活動的文件。曼古舍夫曾任俄羅斯聯邦武裝力量第8集團軍第2軍團第4獨立摩托化步槍旅旅長，曾參加併吞克里米亞等戰爭。
在2022年俄羅斯入侵烏克蘭期間，曼古舍夫領導頓涅茨克人民軍的反無人機作戰排，使用了呼號「海岸」。該排使用曼古舍夫及其團隊開發的技術識別和中斷WiFi信號技術，偵測烏克蘭軍隊的無人機並用LPD-801反無人機步槍將其擊落。
曼古舍夫還宣稱曾擔任僱傭兵公司瓦格納集團老闆葉夫根尼·普里戈任的政治戰略顧問。戰略工作包括虛假信息工作，以及在2019年莫斯科市杜馬選舉期間充當煽動者，偽造俄羅斯反對派政治人物柳博芙·索博爾簽名以詆毀她。但普里戈任表示之前沒有見過曼古舍夫，也沒有與他交流過。他自稱是軍事符號「Z」的發明者，是戰爭的積極支持者，也批評了一些他認為表現猶豫並在戰爭中進展緩慢的俄羅斯軍事領袖。他經常被拍攝到行納粹禮。
在2022年8月，一段影片在網上流傳，影片中顯示他在俄羅斯夜總會的舞台上現身，並且手持一顆他宣稱是來自馬里烏波爾亞速鋼鐵廠的烏克蘭士兵頭骨。當他手持頭骨站在舞台上時，他表演了一場棟篤笑，在其中他說他尋求摧毀烏克蘭作為主權國家的存在，俄羅斯入侵烏克蘭的目的是摧毀烏克蘭的國族認同。曼古舍夫的遺孀表示，他從亞速鋼鐵廠遺址取走頭骨是因為「一位朋友的妻子非常想要一個烏克蘭人的頭骨」。

## 死亡
2023年2月4日晚上，在烏克蘭盧甘斯克州卡季伊夫卡的一個俄軍檢查站，曼古舍夫後腦勺中彈。當時，他在俄烏戰爭中以一名士兵的身份駐紮在卡季伊夫卡。他在近距離被一顆9毫米子彈擊中，子彈穿透了顱骨的枕頂部，從上到下呈45度角，卡在了大腦的中部，隨後曼古舍夫被送往卡季伊夫卡一家醫院。他於2023年2月8日在醫院死亡，享年36歲。
曼古舍夫的遺孀將他的死描述為處決，他的朋友們呼籲對曼古舍夫的死進行正式調查。英國政治學家馬克·加萊奧蒂（Mark Galeotti）將槍擊事件描述為「僱兇殺人」，而曼古舍夫的遺孀則聲稱，在槍擊事件和丈夫死亡之間的幾天裡，她的丈夫被故意拒絕提供醫療服務。
曼古舍夫的遺體在其家人的嚴格監督下進行火葬。他的遺孀解釋說，由於曼古舍夫生前的所作所為，有人出價7萬美元懸賞曼古舍夫的頭骨，他的家人非常擔心太平間或火葬場的工作人員可能會暗中偷取並出售頭骨。

## 榮譽
- 陸軍上將馬爾格洛夫勳章[3]